# Verteidigungsbezirkskommando 34
Das Verteidigungsbezirkskommando 34 war ein Verteidigungsbezirkskommando der Bundeswehr mit Sitz des Stabs in Arnsberg. Hauptaufgabe des Kommandos war die Territoriale Verteidigung in seinem Verteidigungsbezirk.

## Geschichte

### Aufstellung
Das Verteidigungsbezirkskommando wurde zur Einnahme der Heeresstruktur II in den 1960er-Jahren als Teil des Territorialheeres ausgeplant und dem Befehlshaber im Wehrbereich III unterstellt. Angelehnt an die zivile Verwaltungsgliederung entsprach der Verteidigungsbezirk in etwa dem Regierungsbezirk Arnsberg. Entsprechend war der Standort des Stabs Arnsberg.

### Wechsel in die Streitkräftebasis
2001 wurde das Territorialheer aufgelöst. Die Wehrbereichskommandos und Verteidigungsbezirkskommandos wurden der neu aufgestellten Streitkräftebasis unterstellt. Die Wehrbereiche und Verteidigungsbezirke wurden grundlegend neu geordnet und ihre Anzahl reduziert. Das Verteidigungsbezirkskommando wechselte zum „neuen“ Wehrbereichskommando II. Als einziger Verteidigungsbezirk in Nordrhein-Westfalen wurde der Kommandobereich des Verteidigungsbezirkskommandos 34 nicht vergrößert, sondern entsprach weiterhin in etwa dem Gebiet des Regierungsbezirks Arnsberg. Die unterstellten Verteidigungskreiskommandos wurden aufgelöst und seine Aufgabe teils den neu aufgestellten Kreisverbindungskommandos übertragen.

### Auflösung
Das Verteidigungsbezirkskommando wurde 2007 außer Dienst gestellt. Einige seiner Aufträge wurden dem neu aufgestellten Landeskommando Nordrhein-Westfalen und dem unterstellten Bezirksverbindungskommando übertragen.

## Gliederung
Das Verteidigungsbezirkskommando umfasste wie die meisten Truppenteile des Territorialheeres nur wenige aktive Soldaten. Erst im Verteidigungsfall konnte das Verteidigungsbezirkskommando durch die Einberufung von Reservisten und die Mobilmachung eingelagerten und zivilen Materials auf eine Truppenstärke anwachsen, die etwa einer Brigade des Feldheeres entsprach. Die längste Zeit seines Bestehens untergliederte sich das Verteidigungsbezirkskommando abgeleitet von der zivilen Verwaltungsgliederung grob in Verteidigungskreiskommandos mit unterstellten Heimatschutzkompanien als Kern der infanteristisch geprägten Heimatschutztruppe.

## Verbandsabzeichen

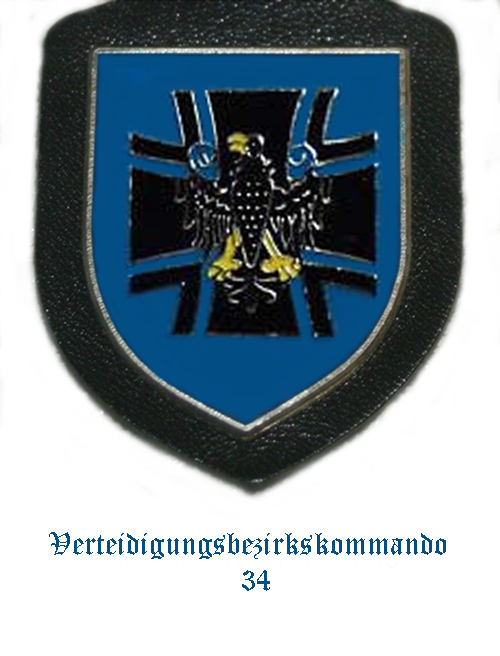
Internes Verbandsabzeichen des Stabes/Stabskompanie

Das Verteidigungsbezirkskommando führte aufgrund seiner Ausplanung als überwiegend nicht aktiver Truppenteil kein eigenes Verbandsabzeichen. Die wenigen aktiven Soldaten trugen daher das Verbandsabzeichen des übergeordneten Wehrbereichskommandos.
Als „Abzeichen“ wurde daher unpräzise manchmal das interne Verbandsabzeichen des Stabes und der Stabskompanie „pars pro toto“ für das gesamte Verteidigungsbezirkskommando genutzt. Es zeigte im Wesentlichen als Hinweis auf den Stationierungsraum als Figuren den Adler der Arnsberger Grafen ähnlich wie im Arnsberger Wappen und das Eiserne Kreuz als Hoheitszeichen der Bundeswehr.